# Gundobad
Gundobad (-516) was koning van de Bourgonden (486-516), een Germaanse stam. Hij was een neef van Ricimer en tussen 472-474 magister militum van het Romeinse leger.

## Afkomst
Gundobad werd omstreeks 445 geboren als oudste zoon van koning Gundioc. Zijn voorgeslacht was door familiebanden verbonden met diverse machtige Germaanse koningshuizen, onder meer met die van de Sueven en de Visigoten.
|  |  |  |  |  |  | Wallia  |         |         |         |              |              |              |              |              |              |         |         |           |           |           |           |           |           |        |        |          |          |          |          |          |          |         |         |          |          |          |          |          |          |  |  |  |  |
|  |  |  |  |  |  |         |         |         |         |              |              |              |              |              |              |         |         |           |           |           |           |           |           |        |        |          |          |          |          |          |          |         |         |          |          |          |          |          |          |  |  |  |  |
|  |  |  |  |  |  | moeder  | moeder  | moeder  | moeder  | moeder       | moeder       |              |              | Rechila      | Rechila      | Rechila | Rechila | Rechila   | Rechila   |           |           |           |           |        |        |          |          |          |          |          |          |         |         |          |          |          |          |          |          |  |  |  |  |
|  |  |  |  |  |  | moeder  | moeder  | moeder  | moeder  | moeder       | moeder       |              |              | Rechila      | Rechila      | Rechila | Rechila | Rechila   | Rechila   |           |           |           |           |        |        |          |          |          |          |          |          |         |         |          |          |          |          |          |          |  |  |  |  |
|  |  |  |  |  |  |         |         |         |         |              |              |              |              |              |              |         |         |           |           |           |           |           |           |        |        |          |          |          |          |          |          |         |         |          |          |          |          |          |          |  |  |  |  |
|  |  |  |  |  |  |         |         |         |         |              |              |              |              |              |              |         |         |           |           |           |           |           |           |        |        |          |          |          |          |          |          |         |         |          |          |          |          |          |          |  |  |  |  |
|  |  |  |  |  |  | Rechiar | Rechiar | Rechiar | Rechiar | Rechiar      | Rechiar      |              |              | Ricimer      | Ricimer      | Ricimer | Ricimer | Ricimer   | Ricimer   |           |           | zuster    | zuster    | zuster | zuster | zuster   | zuster   |          |          | Gundioc  | Gundioc  | Gundioc | Gundioc | Gundioc  | Gundioc  |          |          |          |          |  |  |  |  |
|  |  |  |  |  |  | Rechiar | Rechiar | Rechiar | Rechiar | Rechiar      | Rechiar      |              |              | Ricimer      | Ricimer      | Ricimer | Ricimer | Ricimer   | Ricimer   |           |           | zuster    | zuster    | zuster | zuster | zuster   | zuster   |          |          | Gundioc  | Gundioc  | Gundioc | Gundioc | Gundioc  | Gundioc  |          |          |          |          |  |  |  |  |
|  |  |  |  |  |  |         |         |         |         |              |              |              |              |              |              |         |         |           |           |           |           |           |           |        |        |          |          |          |          |          |          |         |         |          |          |          |          |          |          |  |  |  |  |
|  |  |  |  |  |  |         |         |         |         | Chilperic II | Chilperic II | Chilperic II | Chilperic II | Chilperic II | Chilperic II |         |         | Godigisel | Godigisel | Godigisel | Godigisel | Godigisel | Godigisel |        |        | Gundobad | Gundobad | Gundobad | Gundobad | Gundobad | Gundobad |         |         | Gundomar | Gundomar | Gundomar | Gundomar | Gundomar | Gundomar |  |  |  |  |
|  |  |  |  |  |  |         |         |         |         | Chilperic II | Chilperic II | Chilperic II | Chilperic II | Chilperic II | Chilperic II |         |         | Godigisel | Godigisel | Godigisel | Godigisel | Godigisel | Godigisel |        |        | Gundobad | Gundobad | Gundobad | Gundobad | Gundobad | Gundobad |         |         | Gundomar | Gundomar | Gundomar | Gundomar | Gundomar | Gundomar |  |  |  |  |

Hij groeide op in de omgeving van Savoye en nam op jonge leeftijd dienst in het Romeinse leger in Italië, waar zijn oom Ricimir als opperbevelhebber van het leger feitelijk de dienst uitmaakte.

## Magister militum
Na de dood van Ricimer op 8 augustus 472 bemachtigde Gundobad diens hoge positie. Hij werd door keizer Olybrius benoemd tot magister militum van het Romeinse leger in het westen. Al spoedig trad hij in de voetsporen van Ricimer, door na de dood van keizer Olybrius op 3 maart 473 een stroman Glycerius als opvolger te benoemen. Als opperbevelhebber kreeg Gundobad te maken met de komst van een deel van de Ostrogoten onder aanvoering van Vidimir. Deze hadden Pannonië verlaten en waren op weg naar Italië. Gundobad hoefde tegen de Ostrogoten niet in actie te komen, samen met keizer Glycerius wist hij Vidmir ertoe te bewegen verder te trekken naar Gallië, naar hun stamverwanten de Visigoten.
De Oost-Romeinse keizer Leo I ging niet accoord met de benoeming van Glycerius als keizer. Hij wees zelf zijn verwant Julius Nepos aan als de nieuwe keizer. Vanuit Dalmatia, waar hij gouverneur was, voer Nepos met een machtig leger naar Italië. In juni 474 bereikte Nepos Ostia (de havenstad van Rome) en trok hij op naar Ravenna. Glycerius gaf zich onmiddellijk over en Gundobad verliet daarop Italië en keerde terug naar zijn stamverwanten in Gallië.
Men vermoedt dat Gundobad om twee reden zijn positie als opperbevelhebber opgaf: óf hij wilde de macht overnemen na de dood van zijn vader Gundioc, die gedateerd wordt op 474, óf, wat waarschijnlijker is, als Gundioc al overleden was en zijn broer Chilperic nog leefde en regeerde, wilde hij een conflict met Julius Nepos vermijden omdat hij zich onvoldoende in staat achtte met zijn Bourgondische troepen partij te kunnen leveren.

## Strijd om het koningschap
De vader van Gundobad, Gundioc, was in 473 gestorven en zijn grondgebied was verdeeld over zijn drie andere zonen, Godigisel (Genève), Chilperic II (Valence) en Gundomar (Vienne). Gundobad was het hier niet mee eens en keerde zich tegen zijn broers. Hij doodde Gundomar in 486 en versloeg Chilperic in 493.
Met hulp van de Franken slaagde Godigisel erin Gundobad te verslaan bij Dijon in 500. Deze vluchtte naar Avignon en keerde met hulp van de Visigoten het jaar daarop terug naar Bourgondië. Ditmaal werd Godigisel bij Vienne verslagen, gevangengenomen en in 501 door Gundobad gedood, waarmee Gundobad uiteindelijk alleenheerser werd van de Bourgonden.

## Alleenheerser
Nadat Gundobad zijn macht in Bourgondië veilig had gesteld probeerde hij zijn invloed verder uit te breiden. Er waren meerdere kapers op de kust. Na het wegvallen van het Romeins gezag in Gallië probeerden ook de Franken, de Visigoten en de Ostrogoten daar hun grondgebied te vergroten. Gundobad zocht in eerste instantie bondgenoten tegen het verdere opdringen van de Franken onder Chlodovech of Clovis. Die bondgenoten vond hij bij de Ostrogoten en het Oost-Romeinse Rijk. Maar door intensieve diplomatie van bisschop Avitus van Vienne liet hij zich overhalen om de zijde van Clovis te kiezen. Hij verbrak zijn verbond met de Romeinen en Ostrogoten en sloot een nieuw verdrag met Clovis. Samen versloegen zij de Visigoten in de slag bij Vouillé (507). Door ingrijpen van de Ostrogotische koning Theodorik die de Visigoten te hulp kwam, raakten de Bourgonden een deel van hun grondgebied (de Provence ten zuiden van Durance) kwijt aan de Ostrogoten. Later werd dit aan de Bourgonden teruggegeven.
Na de dood van Clovis in 511 werd Gundobad de meest gezaghebbende speler op het politieke toneel. Hij stond bij de Oost-Romeinse keizer Anastasius in hoog aanzien en ontving uit diens handen wederom de functie van magister militum. Historici als Peter Heather (The Restoration of Rome) en John Moorhead (The Roman Empire Divided) merken op dat Anastasius gebruik maakte van meerdere magistri militum om militaire campagnes en diplomatie te beheren, en dus ook met Gundobad.

## Overige
Tijdens het bewind van Gundobad werd het Bourgondisch recht op schrift gesteld. Gundobad werd opgevolgd door zijn zoon Sigismund.
Gebicca · Godomar · Gundohar · Gundioc · Godigisel · Chilperik I · Chilperik II · Gundobad · Gundomar · Sigismund · Gundomar II